# Jak divoký
Jak divoký (Bos mutus) je jeden ze zástupců pravých turů adaptovaný pro život ve vysokohorských oblastech centrální Asie. Je ohrožený vyhubením. Domestikovanou formou divokého jaka je jak domácí (Bos grunniens). Populace je v současnosti přibližně 15 000 jedinců.

## Pojmenování
Slovo jak pochází z tibetského výrazu gyag (གཡག་), jímž je označován jačí býk. Právě z tibetšiny bylo přejato do evropských jazyků,
Domorodá jména jaka v jazycích centrální Asie jsou rozmanitá:
tibetsky: གཡག་ gyag (býk), འབྲི་ dri
nepálsky: ják
tádžicky: kutos
mongolsky: sarlyk

## Popis
Jak divoký patří k nejmohutnějším turům, samec dorůstá kohoutkové výšky až 215 cm a dosahuje hmotnosti kolem jedné tuny. Kráva je daleko menší než býk a dorůstá hmotnosti nejvýš 500 kg. Jak se vyznačuje mimořádně dlouhým trupem. Hrudník je tvořen čtrnácti páry žeber, namísto třinácti u ostatních turů. Hlava je ozdobena mohutnými rohy, které jsou až 120 cm dlouhé a u kořene mohou mít rohy býka obvod až 50 cm, krávy divokých jaků a jaci domácí mají rohy jen o málo kratší, ale daleko slabší. Srst je hnědočerná až černá, hustá, vlnitá a ve spodní části a končetinách prodloužená. Na krku a hrudi splývá srst do výrazné hřívy. Neobyčejně bohatě osrstěný je také ocas, z něhož se v minulosti vyráběly v Indii oháňky proti hmyzu (čámara), ve staré Číně ozdoby úřednických klobouků a v Mongolské či Osmanské říši vojenské odznaky zvané tugy (nesprávně zvané koňské ohony).

## Výskyt a způsob života
Divocí jakové žijí v centrální Asii, zejména v oblasti Nepálu, Bhútán a Tibetu. V minulosti zasahoval svým výskytem až do Mongolska. Obývají bezlesé vrchoviny, kopce, náhorní plošiny a hory v nadmořské výšce 3200 m až 5400 m. V zimě sestupují do nižších poloh. Divocí jaci jsou velice plachá zvířata, která žijí v malých stádech o počtu 10 až 30 zvířat. Staří býci jsou samotáři. Ze smyslových orgánů se jak spoléhá především na velmi dobře vyvinutý čich, naopak zrak je jeho slabou stránkou. Do rozmnožování se zapojují býci většinou až ve 3. nebo 4. roce života, krávy od 2. roku. Březost trvá 257 dnů, u domácích jaků je březost poněkud kratší. Tele zůstává s matkou po celý rok, ale už od dvou měsíců věku začíná přijímat rostlinnou potravu. Jaci se živí hlavně trávou na horských lukách, ale žerou také kosodřevinu a lišejníky.
Jaci jsou tak dobře přizpůsobeni životu ve vysokohorském prostředí, že jim pobyt v nížině nedělá dobře. V teplotách nad 15 °C a prostředí s rychlým šířením patogenů mohou poměrně rychle uhynout.